# Vila Militar (Río de Janeiro)
Vila Militar es un barrio de Río de Janeiro ubicado en la Zona Oeste de la ciudad. 
Limita con los siguientes barrios: Campo dos Afonsos, Deodoro, Jardim Sulacap, Magalhães Bastos, Parque Anchieta, Realengo y Ricardo de Albuquerque.

## Administración
Vila Militar está bajo la administración de la Prefeitura da Cidade do Rio de Janeiro, Subprefeitura da Grande Bangu y XXXIII Região Administrativa - Realengo.
El barrio es parte de la Área de Planejamento 5 y Região de Planejamento 5.1 - Bangu.